# Petr Vejvoda
Petr Vejvoda (20. května 1998 Nížkov – 14. října 2014 Žďár nad Sázavou) byl student střední školy obchodní a služeb, který ve škole bránil svou spolužačku, když ji nožem napadla psychicky nemocná Barbora Orlová. Napadená tak díky Vejvodově pomoci mohla z místa utéci, ale Orlová následně nožem zaútočila na Vejvodu, jehož bodla do hrudníku a ten na místě svému zranění podlehl.
Za svůj čin byl Vejvoda několikrát in memoriam oceněn. Získal například Cenu Michala Velíška za rok 2014 a 28. října 2015 převzal Vejvodův otec z rukou prezidenta České republiky medaili Za hrdinství.

## Život

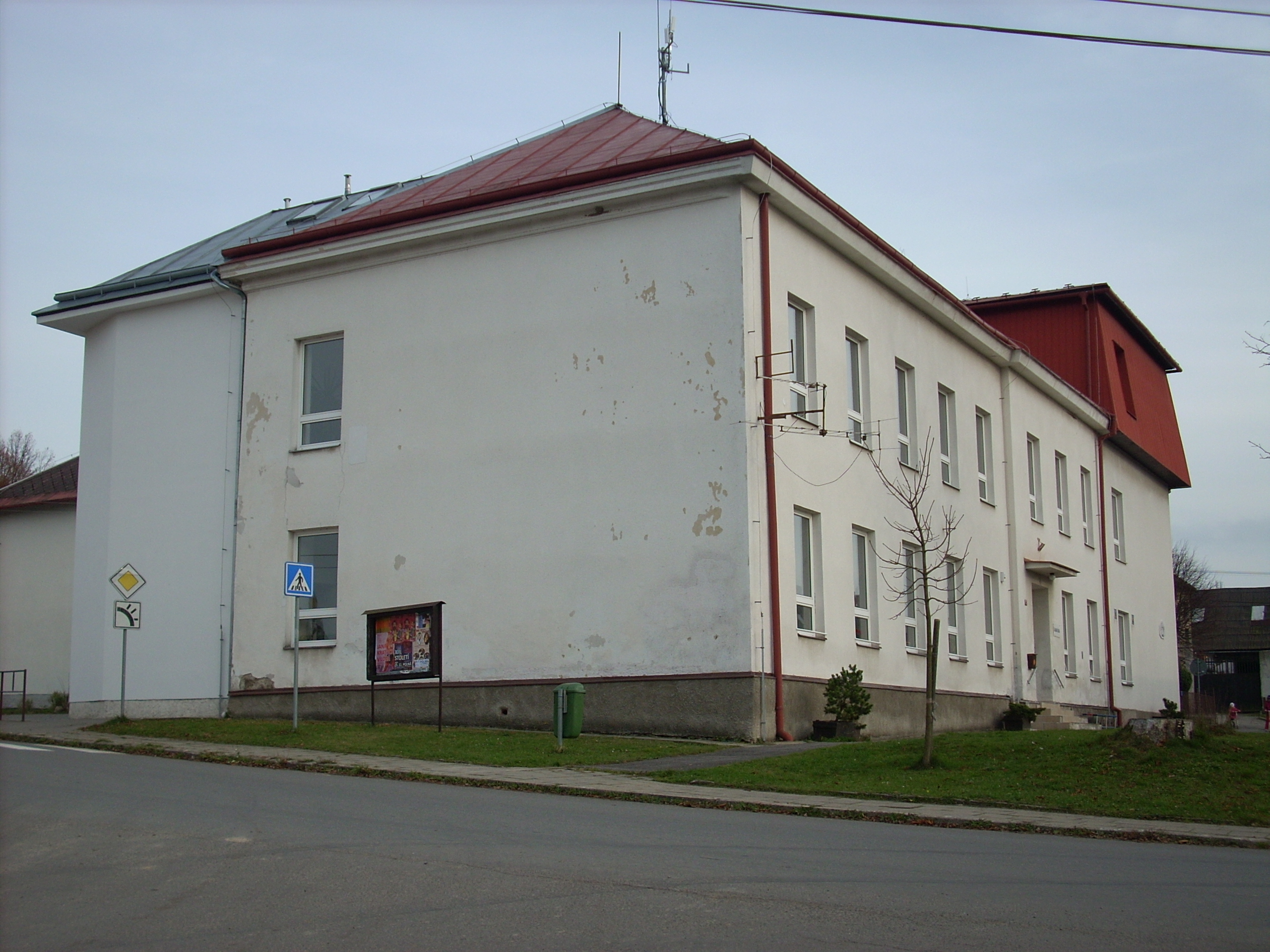
Škola v Nížkově, kterou Vejvoda navštěvoval

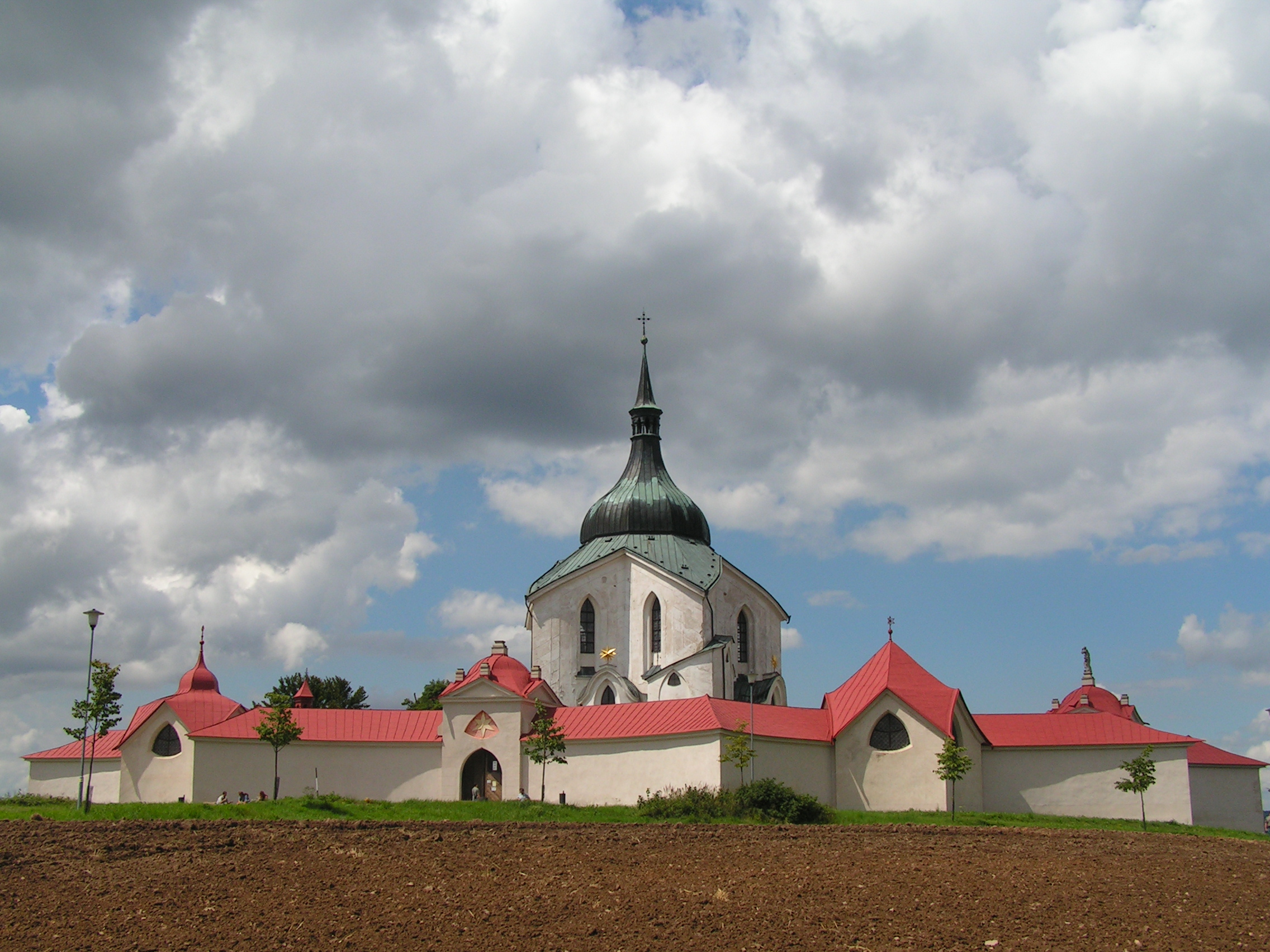
Kostel svatého Jana Nepomuckého, kde se konal pohřeb

Vejvoda se narodil 20. května 1998 v Nížkově. Ve své rodné obci pak začal svou školní docházku na místní škole, ale v osmi letech přešel do Žďáru nad Sázavou, kde jeho otec Kamil pracoval coby předseda okresního výboru komunistické strany. V tomtéž městě pak dále Petr pokračoval na Střední škole obchodní a služeb SČMSD,  na níž se učil na kuchaře. Patřil mezi členy dobrovolných hasičů, hrál fotbal a začínal se věnovat také parkouru.
Když byl ve třetím ročníku střední školy, vnikla do školy 14. října 2014 tehdy šestadvacetiletá Barbora Orlová, která se u vstupu do šaten, jež se otevírají pomocí čipové karty, vmísila mezi studenty. V šatně pak Orlová, trpící schizofrenií, zaútočila přinesenou replikou vojenského nože, majícím čepel o délce 21 centimetrů, na jednu ze studentek, která zde seděla. Postižené přispěchal na pomoc Vejvoda, ale Orlová nožem napadla i jeho. Zbraň mu vrazila do hrudníku. Následně útočnice obrátila svou pozornost k napadené dívce, kterou pronásledovala a stříkala při tom kolem sebe pepřovým sprejem. Dívce se ale podařilo utéci a Orlová pak napadla jinou studentku, která právě procházela okolo. Nožem ji bodla do břicha a krvácející ji odtáhla do šaten, kde dívku měla coby rukojmí. Ke škole se v tu dobu začali sjíždět záchranáři. Mezi nimi také policejní vyjednavač Petr Gruber, který se s útočnicí dohodl, že se sám vymění za rukojmí, aby umožnil ošetření krvácející dívky. Orlová souhlasila, ale posléze nožem poranila v obličeji i Grubera. Zneškodnění útočnice nakonec provedla jednotka střežící bezpečnost jaderné elektrárny Dukovany. Použila k tomu taser, jímž Orlovou omráčila. Za svůj čin nakonec útočnice před soud nešla, neboť odborný znalec shledal, že v době útoku nebyla příčetná.
V pondělí 20. října 2014 se pak v kostele svatého Jana Nepomuckého na Zelené hoře uskutečnil pohřeb, na kterém promluvili teta zemřelého, dále zástupce školy, starostka Žďáru nad Sázavou Dagmar Zvěřinová a nížkovský starosta Jan Mokrý. Zazněl zde také dopis od kardinála Dominika Duky adresovaný rodičům, který přečetl kněz Tomáš Holý.
Rodiče si nejprve nechávali urnu s popelem svého syna doma, ale posléze ji plánovali uložit do hrobky na nížkovském hřbitově. Na hrob chtěli umístit bronzovou desku se siluetou synovy hlavy. Autorkou výtvoru je umělkyně studující na trutnovské umělecké škole.

## Vzpomínky
Dne 17. října 2014 na břehu Veselského rybníka u Nového Veselí společně prezident České republiky Miloš Zeman, krajští hejtmani a majitel pozemku Constantin Kinský vysadili dubovou alej. Po půl roce – 15. dubna 2015 – získala alej pojmenování po Petru Vejvodovi („Dubová alej Petra Vejvody“).
U příležitosti nedožitých 17. narozenin se ve škole uskutečnil „Den pro Petra“. Zahájilo ho odhalení pamětní desky na škole o rozměrech 50 krát 110 centimetrů, kterou z kovu a křišťálového skla vytvořili pracovníci studia Aleše Valnera v Přibyslavi. Zdislava Tesařová, zástupkyně Evropské záchranářské akademie, navíc předala Petrovým rodičům skleněnou plastiku a šestnáct smrčků. Tím, že se jich Vejvodovi dotkli, jim symbolicky předali svou lásku, kterou zahrnovali syna Petra, a stromečky pak byly vysázeny v různých evropských zemích, kde o ně tamní hasiči pečují.

## Ocenění

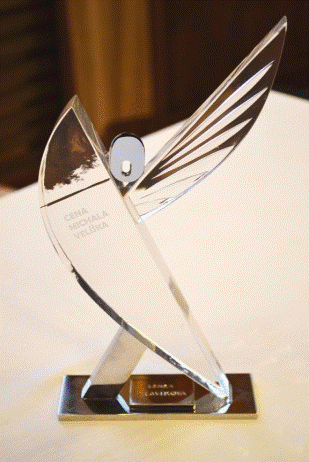
Vejvodovi byla udělena Cena Michala Velíška

Dne 3. prosince 2014 převzali rodiče z rukou tehdejší pražské primátorky Adriany Krnáčové Cenu Michala Velíška, která byla Petru Vejvodovi za jeho čin in memoriam udělena.
Ocenění za nejlepší záchranářský čin převzali Petrovi rodiče 15. dubna 2015 z rukou prezidenta České republiky Miloše Zemana. Spolu s ním byl oceněn také policejní vyjednavač Petr Gruber. Prezident již druhý den po neštěstí ve žďárské škole uvedl, že zvažuje během slavnostního udílení státních vyznamenání 28. října ocenit také Vejvodu. Pro rok 2014 sice tou dobou již byl seznam vyznamenaných uzavřen, nicméně 14. dubna 2015 prezidentův mluvčí Jiří Ovčáček na twitterovém účtu oznámil, že Vejvodovi 28. října toho roku medaili udělí. Za to se již dříve přimlouval také premiér Bohuslav Sobotka. Svůj slib prezident splnil a když dojatý Petrův otec ve Vladislavském sále Pražského hradu 28. října 2015 přebíral medaili Za hrdinství, prezident se před ním hluboce uklonil a přítomní v sále ocenili chlapcův čin bouřlivým potleskem ve stoje.